# یواس‌اس اوسپری (ای‌ام-۵۶)
یواس‌اس اوسپری (ای‌ام-۵۶) (به انگلیسی: USS Osprey (AM-56)) یک کشتی بود که طول آن ۲۲۰ فوت ۶ اینچ (۶۷٫۲۱ متر) بود. این کشتی در سال ۱۹۴۰ ساخته شد.